# Камызяк
Камызя́к (каз. Құмөзек) — город на юге Астраханской области России, административный центр Камызякского района.
Образует городское поселение «Город Камызяк». Как административно-территориальная единица области представляет собой город районного значения.
Совет муниципального образования «Город Камызяк» выбирается на 5 лет. Установленная численность депутатов: 15. Совет формируется по мажоритарной системе.
Камызяк — самый южный город Поволжья и Астраханской области, имеющий богатую историю, берущую начало с 1560 года. Камызякский край известен уникальными чудесами природы — лотосом, заповедными местами дельты Волги, арбузами, помидорами, и, конечно, рыбой ценных пород.

## Этимология
Существует две версии происхождения названия города. Согласно первой, название города является ойконимом тюркского происхождения (каз. Қамысақ, Qamysaq — камышовые заросли), является производным от фитонимического термина. По второй версии, название происходит от одноименной реки, а гидронимом в свою очередь от казахского қамысөзек — «камышовый проток» (қамыс — «камыш», өзек — «проток»).

## География

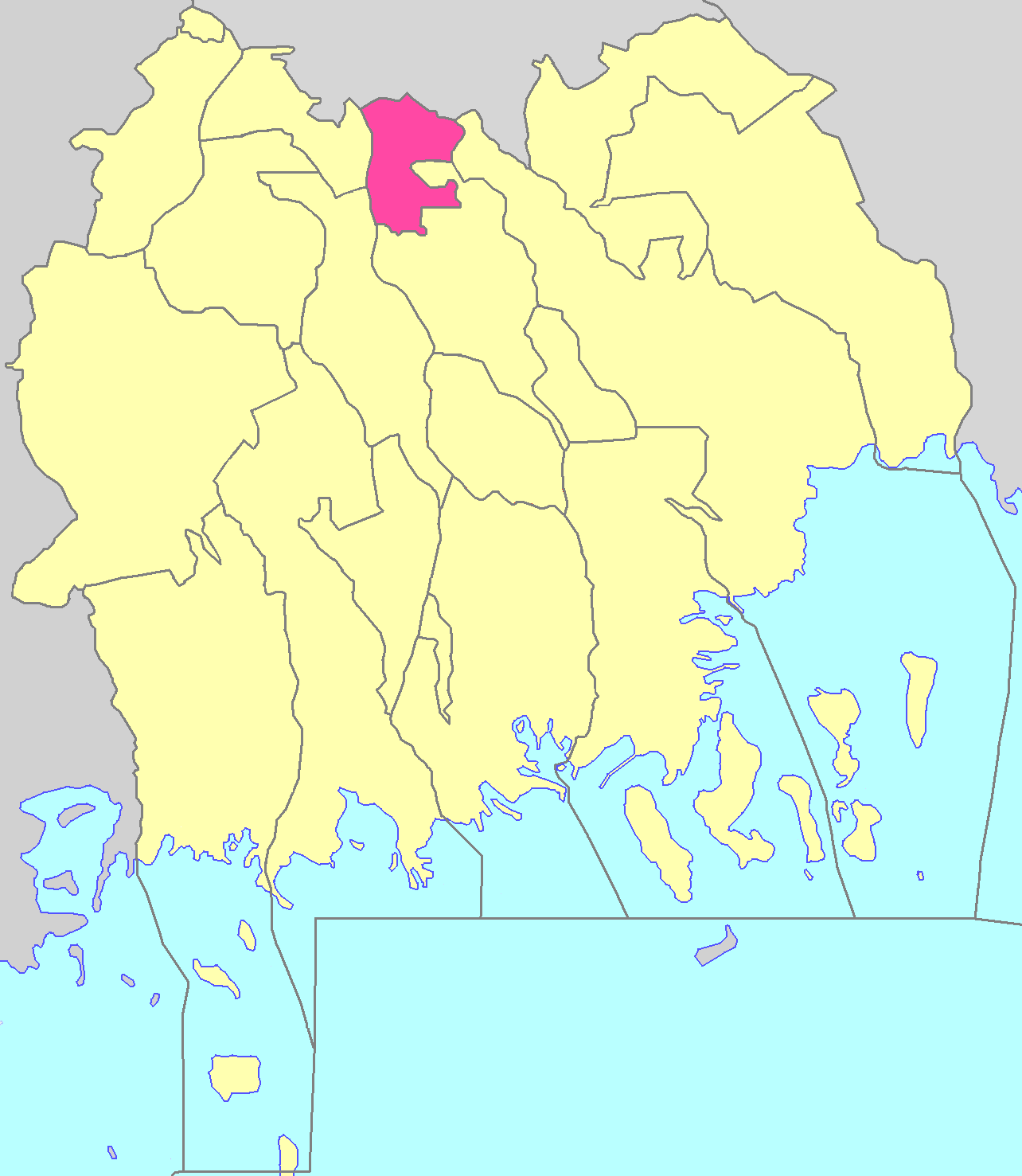
МО «Город Камызяк» на карте Камызякского района

Расположен на реке Кизань в дельте Волги, в 35 км южнее Астрахани. Ближайшая железнодорожная станция — Астрахань 1. В городе протекают ерики: Калмыцкий и Поперечный.
Основная часть города, ограниченная реками Кизань и Табола и ериком Сухая Табола делится на микрорайоны: Центральный, Мелиоративный, Молодёжный, Юбилейный и Южный. В состав города входят также бывшие посёлки Табола, Заречный, Крутая Берёга и Азово-Долгое.

## История
Основателями села являются кочевники, нынешние казахи. Село Камызяк возникло в 1560 году при рыболовном учуге, который в середине XVII века царь Алексей Михайлович подарил князьям Куракиным. Удобное месторасположение и богатые уловы позволили князьям Куракиным развернуть широкую предпринимательскую деятельность. Вылов рыбы был настолько велик, что это место получило название «Золотое дно». При Камызякском учуге была деревянная церковь Смоленской Богородицы с приделом Николы Чудотворца.
В 1568 году присланным в Астрахань игуменом Кириллом был основан Астраханский Троицкий монастырь. В 1646 году царь Алексей Михайлович подтвердил грамотой, что Иванчугский учуг и Троицкий бугор принадлежат монастырю. В 1655 году монахи построили в Иванчуге церковь Святой Живоначальной Троицы. В 1670 году, вскоре после захвата Астрахани, на Иванчугском учуге побывал Степан Разин. 
В 1722 году эти места посетил Пётр I. Здесь он собрал флот и весной начал свой поход в Персию. В 1860 году по случаю устройства фарватера на Шараповской косе для свободного выхода пароходов и морских судов забойка[неизвестный термин] в реке Камызяк была выломлена[неизвестный термин]. В 1872 году при арендаторе Муханове из Камызяка были перенесены ватаги на 20 вёрст ближе к морю, а население осталось жить на месте бывшего стана.
В 1890-е годы в селе были открыты двухклассная церковно-приходская школа, сельское мужское одноклассное училище и женское училище. В 1900 году при чайной была открыта библиотека. В 1901 году численность населения составила 3066 человек (520 дворов). Население занималось рыболовством. В селе размещались две церкви, кирпичный завод, рыбная ватага, несколько мануфактурно-бакалейных лавок, одна винная лавка и частная аптека. Для оказания медицинской помощи населению имелся приёмный покой с одним фельдшером. Основное население — русские, казахи, татары.
В 1918 году рыбацкое селение Камызяк стало селом.
В 1925 году был образован Камызякский район, а село Камызяк стало районным центром.
По состоянию на 1 января 1972 года население Камызяка составило 11 тысяч человек. Указом Президиума Верховного Совета РСФСР от 2 февраля 1973 года село было преобразовано в город районного подчинения. В городскую территорию были включены близлежащие населённые пункты: посёлки Табола, Заречный, Крутая Берёга, Азово-Долгое. К 1 января 1975 года население составило 12,7 тысячи человек.
6 августа 2004 года в соответствии с Законом Астраханской области № 43/2004-ОЗ образовано муниципальное образование «Город Камызяк» и наделено статусом городского поселения.
29 марта 2006 года город оказался в зоне наиболее продолжительной полной фазы полного солнечного затмения.

## Население
| 1897    | 1901    | 1959    | 1970    | 1972    | 1975    | 1979    | 1989    | 1992    | 1996    | 1998    | 2000    |
| ------- | ------- | ------- | ------- | ------- | ------- | ------- | ------- | ------- | ------- | ------- | ------- |
| 2700    | ↗3066   | ↗3929   | ↗6723   | ↗11 000 | ↗12 700 | ↗14 096 | ↗15 084 | ↗15 300 | ↗15 800 | →15 800 | ↗16 000 |
| 2001    | 2002    | 2003    | 2005    | 2006    | 2007    | 2008    | 2009    | 2010    | 2011    | 2012    | 2013    |
| →16 000 | ↗16 052 | ↗16 100 | →16 100 | →16 100 | →16 100 | →16 100 | ↘16 068 | ↗16 314 | ↘16 300 | ↘16 289 | ↘16 223 |
| 2014    | 2015    | 2016    | 2017    | 2018    | 2019    | 2020    | 2021    |         |         |         |         |
| ↘16 154 | ↗16 219 | ↘16 073 | ↗16 077 | ↘15 984 | ↘15 810 | ↘15 749 | ↗16 154 |         |         |         |         |

На 1 января 2025 года по численности населения город находился на 748-м месте из 1124 городов Российской Федерации.

## Образование
- Детский сад № 1 «Золотая Рыбка»
- Детский сад «Теремок»
- Лицей № 1 им. А. П. Гужвина
- Средняя школа № 2
- Средняя школа № 4[30]
- Детская школа искусств
- Детско-юношеская спортивная школа
- Сельскохозяйственный колледж

## Наука
- Всероссийский научно-исследовательский институт орошаемого овощеводства и бахчеводства (ул. Любича, 16)

## Культура
- Камызякский районный Дом культуры (ул. Ленина, д. 22)
- Камызякская межпоселенческая библиотека (ул. Максима Горького, д. 102)

## Спортивные объекты
- Стадион Районного дома культуры (РДК)
- Стадион при лицее № 1 (площадью 6,8 тыс. м²)[31].
- Стадион «Косточка»
- Спорткомплекс, ул. Максима Горького, д. 73, пом. 115

## Экономика
Промышленность:
- пищевая (рисовый и консервный заводы, птицефабрика)
- лёгкая: Камызякское опытно-экспериментальное специализированное предприятие № 2 МВД РФ (ликвидировано 10.06.2022 )
- Цех обработки яиц.

## Транспорт
- «Камызякская паромная переправа» — это паромная переправа местного значения через реку Кизань, расположенная в 7,5 километра к югу от центра Камызяка. Переправа связывает посёлки Чаган, Иванчуг, Увары, Успех с районным центром Камызяк.
- Камызяк расположен на пересечении региональных и местных автомобильных дорог «Астрахань — Камызяк — Тузуклей», «Астрахань — Камызяк — Кировский», «Астрахань — Камызяк — Каралат», «Камызяк — Увары — Иванчуг — Образцово-Травино».
- Маршрутный транспорт

Действуют 5 маршрутов маршрутного такси, идущих в ближайшие сёла района.
- Речной транспорт

Речная пристань «Камызяк» (не действует)
- Воздушный транспорт

Грунтовый аэродром АОН (недалеко от ерика «Поперечный»)

## Инфраструктура
- Мост
- Автобусная станция
- Центральный парк (реконструирован в 2020-2021 г.)
- Районная больница

## Климат
- Среднегодовая температура воздуха — 11,4 °C
- Средняя скорость ветра — 4,7 м/с

| Показатель                                 | Янв. | Фев. | Март | Апр. | Май  | Июнь | Июль | Авг. | Сен. | Окт. | Нояб. | Дек. | Год  |
| ------------------------------------------ | ---- | ---- | ---- | ---- | ---- | ---- | ---- | ---- | ---- | ---- | ----- | ---- | ---- |
| Средний суточный максимум, °C              | −0,4 | 0,3  | 6,5  | 17,0 | 23,7 | 29,0 | 31,7 | 29,8 | 23,5 | 15,5 | 6,2   | 0,7  | 15,4 |
| Средняя температура, °C                    | −3   | −2,9 | 2,6  | 12,2 | 19,3 | 24,5 | 27,0 | 25,1 | 18,7 | 11,2 | 3,1   | −1,9 | 11,4 |
| Средний суточный минимум, °C               | −5,8 | −6,2 | −1,3 | 7,1  | 13,7 | 18,8 | 21,2 | 19,6 | 13,4 | 6,9  | 0,1   | −4,7 | 7,0  |
| Источник: Метеоданные Астраханской области |      |      |      |      |      |      |      |      |      |      |       |      |      |

## Достопримечательности

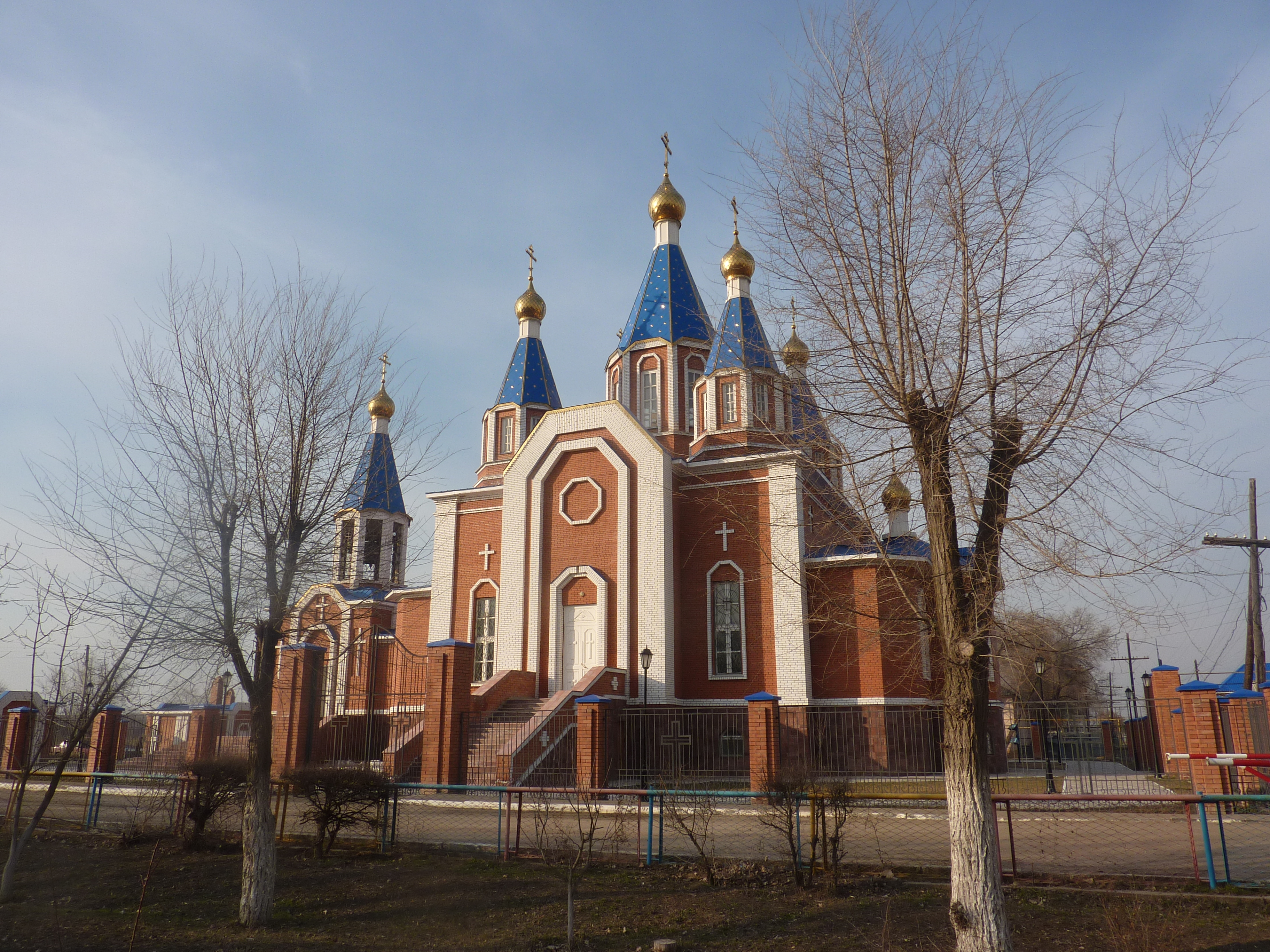
Церковь Смоленской иконы Божией Матери

- Музей «Российский арбуз» (ул. Любича, д. 16) — единственный музей, посвящённый арбузу, в России и в мире[32][33][34].
- Церковь Смоленской иконы Божией Матери — построена в 2008 году рядом с разрушенной в 1929 году[35].
- Памятник Ленину[36].
- Памятник Дзержинскому[37].

## Малая авиация
В городе c 2012 г. регулярно проводится слёт конструкторов и любителей малой авиации «Крылья Камызякского края».
В 2015 г., помимо прочих, был представлен самолёт Cessna 150 из г. Харабали.
В 2016 г. участвовало четыре летательных аппарата: два самолёта (Х-32 Бекас и Cessna) и два автожира (MTO Sport и Magni Gyro V24 Orion).

## Прочее
Большую популярность приобрела команда КВН «Сборная Камызякского края», ставшая чемпионом Высшей лиги КВН сезона 2015 года. Визитной карточкой команды стал номер-сериал о Камызякском суде, где в пародийном ключе разыгрываются заседания провинциального суда. Большая часть команды является жителями города Астрахани.
Также получила широкую известность юмористическая песня, посвящённая мэру города Камызяка, исполненная в 2012 году.
В октябре 2017 г., посетив Камызяк, отрывок этой песни исполнил Сергей Жуков.
В 2014 г. мэра города осудили за хищение средств.

## Русская православная церковь
Большая часть населения составляют Мусульмане. Меньшинство исповедует Православие, есть храм во имя Смоленской иконы Божьей Матери. Освящён 28 февраля 2008 года.